# Chronique des événements amoureux
Pour plus de détails, voir Fiche technique et Distribution.
Chronique des événements amoureux (Kronika wypadków milosnych) est un film polonais réalisé par Andrzej Wajda, sorti en 1986.

## Synopsis
À la veille de la Seconde Guerre mondiale, deux adolescents polonais Witek et Alina, de condition sociale éloignée s'éprennent l'un de l'autre.

## Fiche technique
- Titre français : Chronique des événements amoureux
- Titre original : Kronika wypadków milosnych
- Réalisation : Andrzej Wajda
- Scénario : Andrzej Wajda et Tadeusz Konwicki d'après son roman
- Photographie : Edward Kłosiński
- Musique : Wojciech Kilar
- Montage : Halina Prugar-Ketling
- Décors : Janusz Sosnowski
- Costumes : Jan Rutkiewicz, Lidia Rzeszewska et Maria Wilun
- Pays :  Pologne
- Genre : Drame et romance
- Durée : 115 minutes

## Distribution
- Paulina Mlynarska : Alina
- Piotr Wawrzyńczak : Witek
- Magdalena Wójcik : Zuza, amie d'Alina
- Dariusz Dobkowski : Engel
- Bernadetta Machała-Krzemińska : Greta
- Jarosław Gruda : Lowa
- Joanna Szczepkowska : Cecylia
- Gabriela Kownacka : Olimpia
- Krystyna Zachwatowicz : mère de Witek
- Bohdana Majda : mère de Cecylia et Olimpia
- Adrianna Godlewska : mère d'Alina
- Jerzy Klesyk : Sylwek
- Jerzy Block : grand-père de Witek
- Beata Poźniak : Zosia, femme de chambre
- Leonard Pietraszak : père d'Alina
- Tadeusz Łomnicki : pasteur Baum
- Tadeusz Konwicki : vagabond
- Marian Opania : Kiezun